# ケニー・ドナルド・ユージン

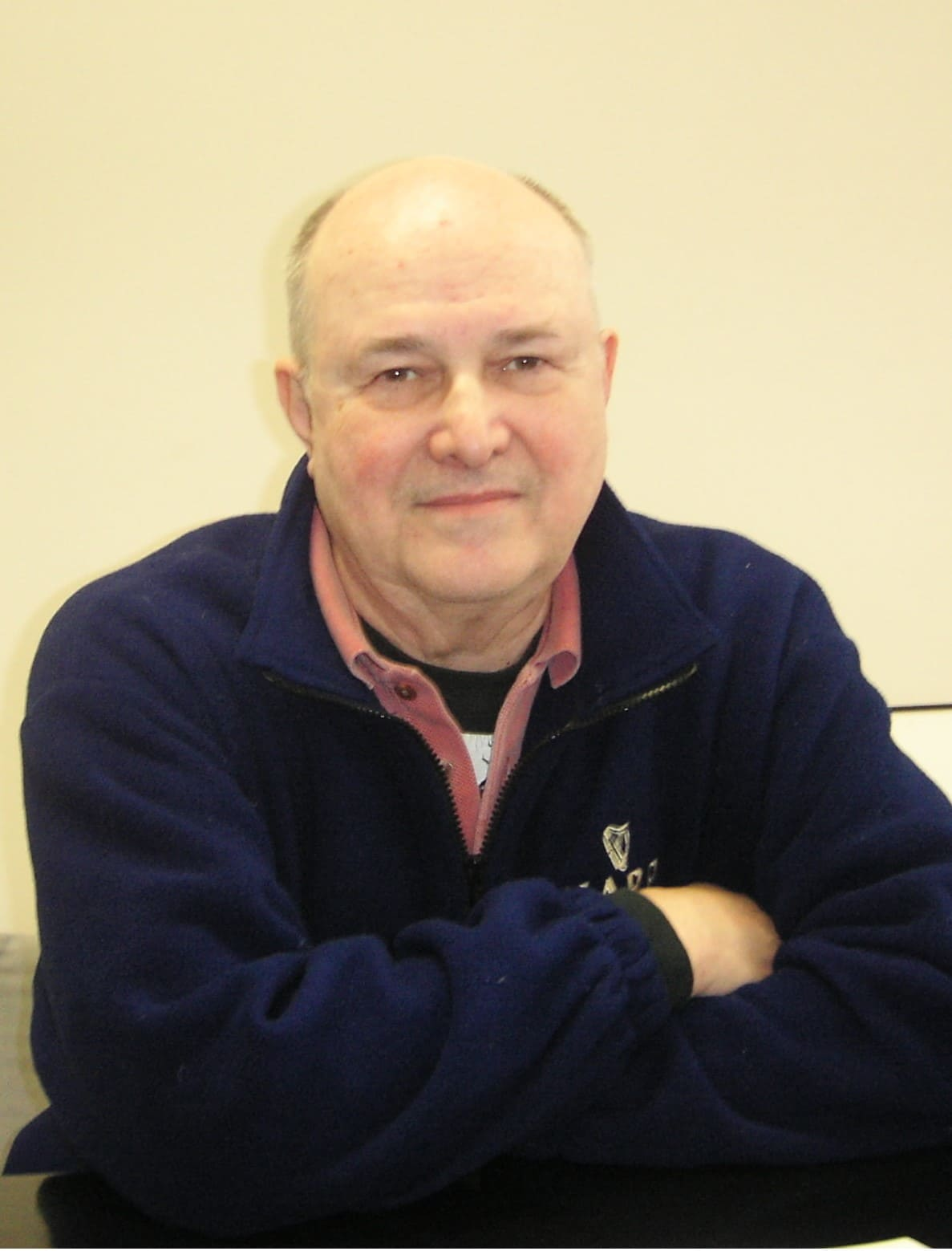

ケニー・ドナルド・ユージン（英語:DON KENNY、団健二、ダン・ケニー、1936年〈昭和11年〉6月15日-2024年９月）は、狂言師、英語狂言師、元アメリカ海軍の下士官。

## 来歴・人物
1936年6月15日カンザス州のマンハッタンに生まれる。オクラホマ州イーニッドにあるフィリップス大学で哲学と音楽を専攻し文学士号を取得、1959年に卒業。同年厚木のアメリカ海軍基地に下士官として来日するが、基地内で見た日本の伝統芸能に魅かれて日本に留まることを決意し、翌年から上智大学で日本語を学んだ。1964年同大学卒業後、早稲田大学大学院に進み、名誉教授の郡司正勝氏のもとで日本の古典演劇を専攻すると同時に、野村万作氏に狂言を師事する。

## 略歴

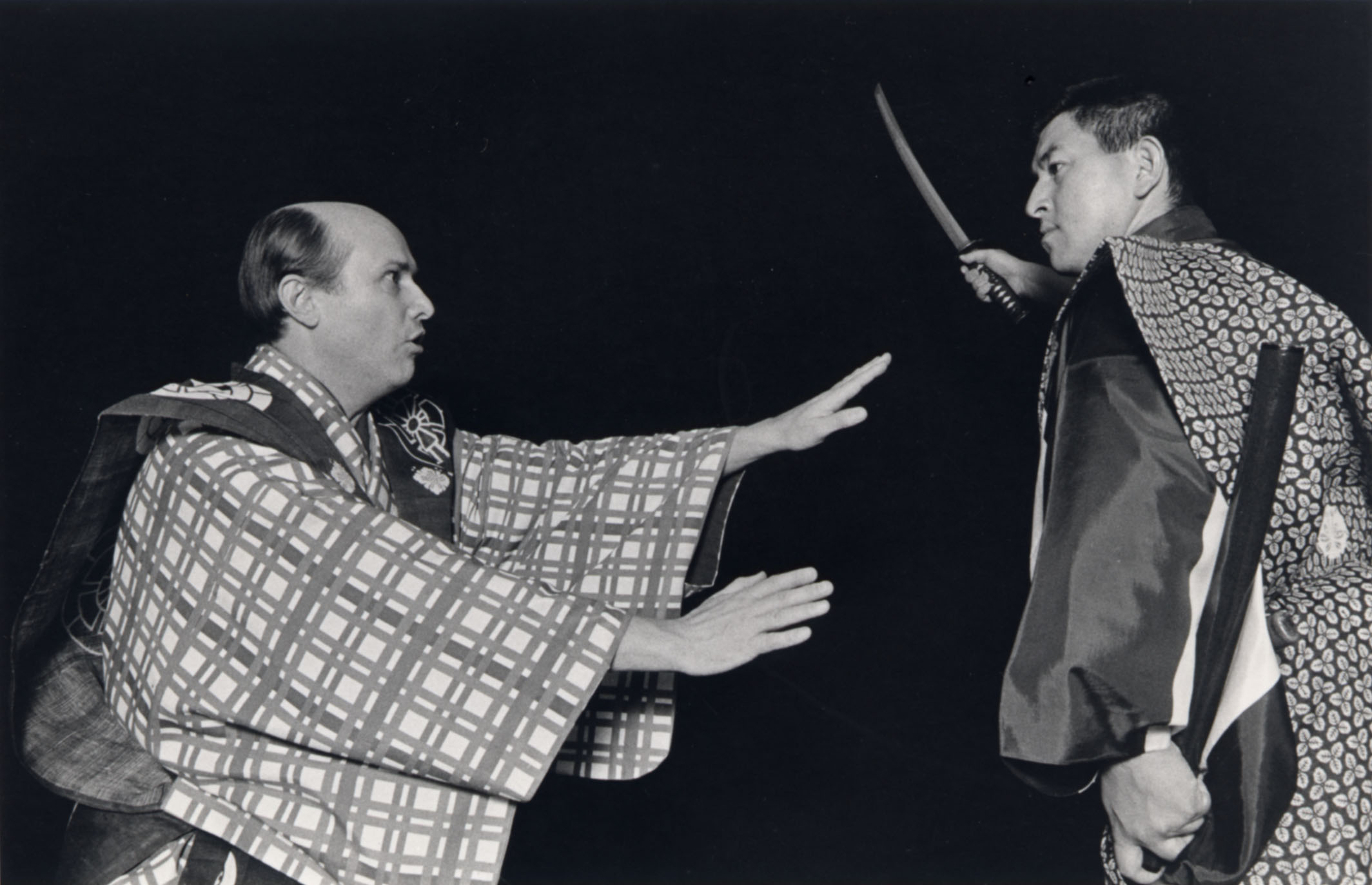
英語狂言

・1975年、狂言師の小川七郎と共に「ケニー&小川英語狂言プレイヤーズ」を結成。国際会議、教育現場、クラブ、古今の芸術祭、米軍キャンプ、また旅行代理店の企画したツアーやテレビ番組など、日本のみならず世界各地で多くの機会に英語狂言を演じることになる。
・1976年、「ケニー&小川英語狂言プレイヤーズ」の最初の海外巡業は、日本民族舞踊団の通訳と舞台監督としてアメリカ合衆国建国200年記念ツアーに同行し、ハワイ大学にて英語狂言と講義を行った。
・1977年、2回目の海外巡業は、アメリカ合衆国のコネチカット、マサチューセッツ、メリーランド、オハイオ、カリフォルニアそしてハワイの各州の13都市にて英語狂言を上演。
・1978年、3回目の海外巡業は、アメリカ合衆国カリフォルニアの三大学にて英語狂言を上演。４回目の海外巡業は、ニューメキシコ、アリゾナ、テキサス、カンザス、オクラホマ、カリフォルニアの9都市にて日米友好基金の主催によりアメリカ巡業を行う。また、8月には日本芸術協会30周年記念公演に招かれ国立劇場にて英語狂言を披露。
・1981年、5回目の海外巡業は、UCLAとウィスコンシン州マディソンの大学の強化合宿に演者として参加し、英語狂言の講義と実演を行った。
・1983年、6回目の海外巡業はカリフォルニア州の2都市にて英語狂言を上演。
・1985年、7回目の海外は野村万作の会と共にオーストラリアとシンガポールの6都市を訪問。
・1986年5月、8回目の海外巡演はメンフィス5月祭に合わせてテネシー州の5都市、そしてカリフォルニアとハワイ。
・1986年8月、9回目の英語狂言の海外巡業はニューヨーク州の2都市とマサチューセッツ州。ニューヨーク大学にて全米演劇協会50周年記念大会に参加、それからボストンのモビウス劇場での二週間の集中的なワークショップと実演を行った。
・1998年、いずみたく作曲・制作のミュージカル「歌麿」ロサンゼルス公演に字幕の製作兼オペレーターとして参加。
・1989年10回目の海外巡業は、ハワイ大学にて英語狂言の講義と実演。
・1991年11回目の海外巡業は、UK英国の日本フェスティバル1991に参加。イングランドのヨーク、北アイルランドのベルファーストにて英語狂言の講義と実演を行い、野村万作の会制作による狂言版ファルスタッフ「天狗サムライ」にも同行し、ウェールズのカーディフ、そしてイングランドのロンドンにあるマーメイド劇場にて字幕の執筆と操作、また講義と実演の通訳を担当。また同年10月、Donの英訳した四作品（狂言三曲と三島由紀夫作の演劇作品）がロンドンBBCラジオ「日本の英語劇シリーズ」の中で、同フェスティバルのプログラムの一環としてとして上演・放送された。
・1992年、テレビ朝日の番組「プレステージ」にて今年一番活躍した外国人として表彰され、副賞グァム行きクルーズ船「飛鳥」上で英語狂言を演じ、これが12回目の海外公演となる。この年の夏にはシアターV赤坂にて上演された多分野・多国籍の音楽劇「星空のコンチェルティーノお琴」(大日琳太郎作・演出)に出演している。
・1994年13回目の海外巡業では、パリのソルボンヌを含むフランスの2都市にて仏語で狂言を上演。
・1995年14回目の海外巡業は、ペンシルバニア州のブルースバーグ劇場付属の俳優のための5週間の強化訓練の講師として招かれ、ペンシルバニア州とカリフォルニア州の3都市を巡演。
・1996年5月、ケルトハープの練習を開始し、シェークスピア「リア王」のグロスター伯と嫡子エドガーの場面に材をとりダン自身の考案・演出・作曲による狂言「盲人のはったり」を三重県にて上演。
・15回目の海外巡業は、ウーリック・オコーナーの創作劇「Mishima」をアイルランドの国立劇場(ウィリアム・バトラー・イェイツによって建てられたアベイ座ピーコック・ステージ)での上演に合わせダブリンを訪問し、英語狂言の講義と実演を行った。
・1997年16回目の海外巡業は北アイルランドのベルファストで、国立リリック劇場所属の俳優たちへ2週間に及ぶ英語狂言の強化訓練と実演を行った。
・17回目の海外巡業は、野村万作の会の制作マネージャーとして米国のロサンゼルス、シカゴ、ニューヨーク（ジャパン・ソサイティNY90年記念祝賀）3都市を回り、またカリフォルニアのサンタローザにてハープのコンサートを行う。
・1998年2月18回目の海外巡業は、ギリシャ喜劇「リシストラート」のジュン・コンプトンによる英語狂言としての上演に際し衣装着付け担当としてシカゴを訪ね、英語狂言の講義と実演を行った。
11月には石川県小松市の大杉ミュージカル劇場にて狂言の独演とハープの演奏を披露。
同月米国のUCLAドラマ部門のために英語狂言の実技指導と講義を行う。
・1999年、2月に原宿のユニオン教会にて国際女性クラブのために英語狂言を上演し、横浜能楽堂にて横浜市と国際女性クラブ南地区の協賛にて英語狂言を上演した。
・19回目の海外巡業は国際交流基金による派遣事業。9月19～29日、「ケニー&小川英語狂言プレイヤーズ」としてオーストラリアのシドニーとメルボルンを訪れた。
・10月17日、横浜能楽堂にて第7回高分子学会国際ポリマー会議に招かれて英語狂言を披露。
・2001年、国際交流基金による派遣事業。「ケニー&小川英語狂言プレイヤーズ」として20日間にわたり南米のチリ、ブラジル、そしてエルサルバドルに滞在し英語狂言を上演したが、小川七郎が脳梗塞を発症し、帰国後に緊急入院する。
・2006年、2007年6月14日、2008年の3年間、京王プラザホテルにてフルブライト奨学金の招きにより、夏期短期留学に来日した米国の教師たちの前で英語狂言「痺」(しびり)の実演と講義を行う。相方は、大日琳太郎、ジュン・コンプトン。
・2008年7月4日～6日、池袋の劇場あうるすぽっとにて音楽劇「星空のコンチェルティーノお琴」12年ぶりの再演に出演。また、上智大学の留学生の夏期特別授業として英語狂言「痺」(しびり)を上演する。相方は大日琳太郎。
・2012年、東京池袋の自由学園明日館講堂と仙台メディアテークで行われた「父恋狂騒譚」の第二部「日本人若手俳優による英語狂言」において、ダンは指導を担当し、舞台では狂言「痺」(しびり)を日本語で謡った。また、真山青果原作「父恋狂騒譚」の翻訳も行う。
・2013～2016年、ふるさとの物語制作委員会が主催した宮城県白石市傑山寺で行われた夏季合宿に三度招かれ、英語狂言の講師を勤めた。
・2013年10月石川県小松市の大杉ミュージカルシアターに招かれ、狂言をもとにしたミュージカルに出演した。 

## 著述・出版
・1968 『狂言への案内』東京：檜書店　現在も重版されている。
・1986『英語による狂言』東京：BAB JAPAN出版
・1989『狂言～日本の古典喜劇の詩華集』東京：ジャパンタイムズ
・1999『狂言のツレ』東京：国立能楽堂　70曲の狂言の中の女性、その詩華花集。未出版。
・彼はまた大阪のホク社の出版する『様々な日本文化についての50冊のシリーズ本』を翻訳および編集を行った。
・彼はまた「アジアンシアタージャーナル」「ジャパンタイムズ」「ロサンジェルスタイムズ」「トウキョウジャーナル」「英国ジャパンフェスティバル1991公式プログラム」など多くの海外の新聞、雑誌に、狂言をはじめ日本の舞台芸術について多岐にわたる記事を書いている。